# 神奇寶貝 雷公雷的傳說
《神奇寶貝 雷公雷的傳說》，是動畫《神奇寶貝》的一部特別篇，也是繼《超夢重現 風雲再起！》後的第二部番外篇。2001年12月30日在東京電視台首播。

## 角色

### 人類
健太（聲：日本：野島健兒；台湾：賀宇傑；香港：曹啟謙）
- 英文名：Jimmy

男主角，出身於若葉鎮的少年，喜歡瑪麗娜，和伙伴寶可夢一起成長、變強是他的旅行目標。口頭禪為「OK！太完美了」。造型範本是《金／銀》的男主角。
- 健太的寶可夢
  - 火暴獸
  - 大針蜂

瑪麗娜（聲：日本：村井每早；台湾：林美秀；香港：梁少霞）
- 英文名：Marina

女主角，喜歡健太。寶可夢協調訓練家（前身為偶像訓練家），對穿著披風的帥哥沒有抵抗力。於DP第41話再度出現，為華麗大賽的官方做雙人比賽的示範演出，而此時藍鱷也已進化成大力鱷，而且也已經擁有頂級協調訓練家的稱號。造型範本是《金／銀》的女主角。
- 瑪麗娜的寶可夢
  - 夢妖（小夢）
  - 胖丁（小粉紅）
  - 大力鱷（鱷鱷）

純一（聲：日本；阪口大助；台湾：待查（無印）→符爽（《雷公 雷的傳說》）；香港：張裕東）
- 英文名：Vincent

健太和瑪麗娜的青梅竹馬，動作表情都很誇張的喜感少年，個性有點冒失。喜歡瑪麗娜。曾在白銀大會上與小智對戰，最後大菊花跟小智的妙娃種子打平，對戰結果也是平手。
- 純一的寶可夢
  - 大菊花
  - 瑪力露麗
  - 三合一磁怪（色違）

巴修（聲：日本；森川智之；台湾：于正昇；香港：黃啟昌）
- 英文名：Hun
- 登場時期：《雷公 雷的傳說》

隸屬於火箭隊特務工作部，是個不苟言笑的人，做任何事情都相當認真。
- 巴修的寶可夢
  - 大鋼蛇

普森（聲：日本；檜山修之；台湾：林谷珍；香港：雷霆）
- 英文名：Attila

隸屬於火箭隊特務工作部，個性粗暴。
- 巴修的寶可夢

-   - 臭臭泥

工藤（聲：日本；布川敏和；台湾：林谷珍；香港：陳欣）
- 英文名：Kudo

空木博士的朋友，前來協助健太一行人。
南木/南其/米那君（聲；日本：川田紳司；台湾：謝佼娟（無印）→孫誠（《雷公 雷的傳說》）；香港：潘文柏（無印）、馮錦堂（雷公傳說））
- 英文名：Eusine

城都地區傳說寶可夢研究者，以追逐水君為目標。曾和小智一行人在圓朱市相遇。
- 南其的寶可夢
  - 胡地

### 神奇寶貝
- 雷公

## 主題歌
本作有原創的主題曲，與同樣是由田村直美演唱的本編主題歌「Ready Go!」收錄在同一張cd當中。
|        | 曲名                                | 歌       | 作詞     | 作曲           | 編曲 |
| ------ | ----------------------------------- | -------- | -------- | -------------- | --- |
| 片頭曲 | 「新的誓言（アコースティックVer）」 | 田村直美 | 戶田昭吾 | たなかひろかず | たなかひろかず オープニングではケンタたちがヒノアラシをもらってから金銀ライバルに勝ちバクフーンとハイタッチを交わすシーンまでが描かれ、ストーリー仕立ての映像になっている。 |
| 片尾曲 | 「新的誓言」                        | 田村直美 | 戸田昭吾 | たなかひろかず | たなかひろかず |